# Мале Видне
Мале Ви́дне (рос. Малое Видное) — присілок у складі Ленінського міського округу Московської області, Росія.

## Населення
Населення — 83 особи (2010; 6 у 2002).
Національний склад (станом на 2002 рік):
- росіяни — 100 %